# Myoraksan
Der Myŏraksan (멸악산) ist ein Berg in der nordkoreanischen Provinz Hwanghae-pukto an der Grenze zwischen den Landkreisen Rinsan und P’yŏngsan. Er hat eine Höhe von 816 m und ist damit der höchste Berg des Myorak-Gebirges. In diesem Gebiet wurde 1976 durch die nordkoreanische Regierung ein Naturschutzgebiet von 126 km² errichtet. Auf der Südseite wachsen Kakibäume, auf der Nordseite gibt es Mischwälder aus u. a. Eichen, Rotkiefern, Fächer-Ahorn. Am Bergfuß gibt es Wälder der Korea-Kiefer, der Japanischen Kastanienbäume und der Robinie. Um den Berggipfel wachsen Buschkleesträucher, Koreanischer Rhododendron, Eichen, und Japanische Ulmen. Das Gebiet des Myoraksans ist eines der letzten Habitate des Tristrams Spechts.
Am südlichen Fuß des Berges fließt der Chuamch’ŏn-Strom, ein Nebenfluss des Ryesŏng-gang, und am nördlichen Fuß der fließt der Ŭnp’ach’ŏn, ein Nebenfluss des Chaeryŏng-gang.